# Polly Prosser (manzana)
Polly Prosser es una variedad cultivar de manzano (Malus domestica). 
Un híbrido del cruce de Cox's Orange Pippin x Duke of Devonshire. Criado en 1946 por J.H. Cooper en Maidstone, Kent, Inglaterra. Las frutas tienen una pulpa firme, gruesa, de color blanco amarillento con un sabor dulce, subácido y rico.

## Historia
'Polly Prosser' es una variedad de manzana, híbrido del cruce como Parental-Madre de Cox's Orange Pippin x polen del Parental-Padre Duke of Devonshire. Criado en 1946 por J.H. Cooper en Maidstone, Kent, Inglaterra (Reino Unido).
'Polly Prosser' se cultiva en la National Fruit Collection con el número de accesión: 1961-058 y Accession name: Polly Prosser.

## Características
'Polly Prosser' árbol de extensión erguida, de vigor moderadamente vigoroso, portador de espuela. Tiene un tiempo de floración que comienza a partir del 7 de mayo con el 10% de floración, para el 12 de mayo tiene una floración completa (80%), y para el 20 de mayo tiene un 90% caída de pétalos.
'Polly Prosser' tiene una talla de fruto de medio a grande; forma cónica redonda a redondeada, con una altura de 62.00mm, y una anchura de 75.50mm; con nervaduras medias; epidermis con color de fondo verde amarillento, con un sobre color naranja, importancia del sobre color medio, y patrón del sobre color rayas / manchas presentando un lavado rojo y un patrón de rayas más oscuras que se extiende ligeramente sobre las caras verdes sombreadas, "russeting" (pardeamiento áspero superficial que presentan algunas variedades) bajo; cáliz tamaño mediano y abierto, ubicado en una cuenca poco profunda; pedúnculo corto a mediano y delgado, colocado en una cavidad poco profunda y medianamente ancha que está ligeramente tostada. El "russeting" a veces puede extenderse sobre la manzana; carne es de color crema, de grano grueso, firme. Sabor jugoso, dulce, aromático y rico.
Listo para cosechar a principios de octubre. Se conserva bien durante dos meses en cámaras frigoríficas.

## Usos
Es una buena manzana fresca para comer en mesa.

## Ploidismo
Diploide, aunque es autofértil, sin embargo mejora con el polen del grupo de polinización adecuado.